# Att älska dig
Att älska dig, skriven av Robert Olausson, Sonja Aldén, Bobby Ljunggren och Henrik Wikström, är den sång Shirley Clamp tävlade med i den svenska Melodifestivalen 2005, där bidraget slutade på fjärde plats i finalen.
Shirley Clamp har även spelat in låten med text på engelska, som Miracle, vilken låg på samlingsalbumet För den som älskar - en samling 2009.
I en paussketch under Melodifestivalen 2009, där Shirley Clamp föreställde affärsbiträde, satt hon i kassan och sjöng låten med texten Ett kycklinglår.

## Singeln
Singeln placerade sig som högst på fjärde plats på den svenska singellistan. Melodin testades även på Svensktoppen, där den låg på listan i tio omgångar under perioden 1 maj-3 juli 2005, med två fjärdeplatser som högsta placering där.

### Listplaceringar
| Lista (2005) | Topplacering |
| ------------ | ------------ |
| Sverige      | 4            |

### Fotnoter
1. ↑  Listplacering